# دهستان اترک (مانه)
دهستان اترک، یکی از دهستان‌های بخش مرکزی شهرستان مانه در استان خراسان شمالی ایران است. مرکز این دهستان، روستای بازاره قارناس است.
نام پیشین این دهستان، مانه بوده و در پایان به اترک تغییرنام پیدا کرد.

## جمعیت
بر پایه سرشماری عمومی نفوس و مسکن در سال ۱۳۹۵، جمعیت دهستان اترک برابر ۸٬۰۹۷ نفر بوده‌است.